# Іваново-Північний (аеродром)
Іваново-Північний (рос. Иваново-Северный) — військовий аеродром північніше міста Іваново у РФ. На ньому розташований 610-й Центр бойового застосування та переучування льотного складу військово-транспортної авіації РФ та 81-й авіаполк 12-ї військово-транспортної авіаційної дивізії (Іл-76).

## Історія
Будівництво аеродрому Північний почалося в 1935 році. А вже 1937-го було сформовано 12-й бомбардувальний авіаційний полк (БАП) на літаках ТБ-1 та ТБ-3 та база обслуговування.
З кінця 1942 на аеродромі починається навчання французьких льотчиків, які стали кістяком відомого авіаполку Нормандія-Німан.
Навесні 1970 року на аеродромі Іваново починається створення 81-го військово-транспортного авіаполку (ВТАП) оснащеного літаками Ан-22. Полк кілька разів переформовувався і був відновлений 1 грудня 2020, основою його стали літаки Іл-76.

### Російсько-українська війна
7 травня 2023 року ФСБ повідомила про спробу атаки аеродрому за допомогою безпілотників начинених вибухівкою. Об'єктами нападу мали стати літаки далекого радіолокаційного виявлення та управління А-50.
1 червня 2025 року Служба безпеки України здійснила операцію «Павутина» з ураження російської стратегічної авіації в ході повномасштабної російсько-української війни. Ціллю операції стали 4 аеродроми на території Російської Федерації: «Оленья» в Мурманській області, «Біла» в Іркутській області, «Дягілево» та «Іваново» в Іванівській області. Під час масованої дронової атаки на аеродром щонайменше два літаки-розвідники РФ А-50 зазнали пошкоджень.

## Катастрофи та інциденти
- 30 березня 2010 року при зльоті з аеродрому «Північний» зазнав аварії літак Ан-72. Постраждало двоє людей[9].
- 12 березня 2024 року після зльоту з аеродрому загорівся та поблизу села Богородське розбився літак Іл-76. За офіційними даними на борту перебувало 8 членів екіпажу на 7 пасажирів[10][11].